# Liste der deutschen Botschafter in Belarus

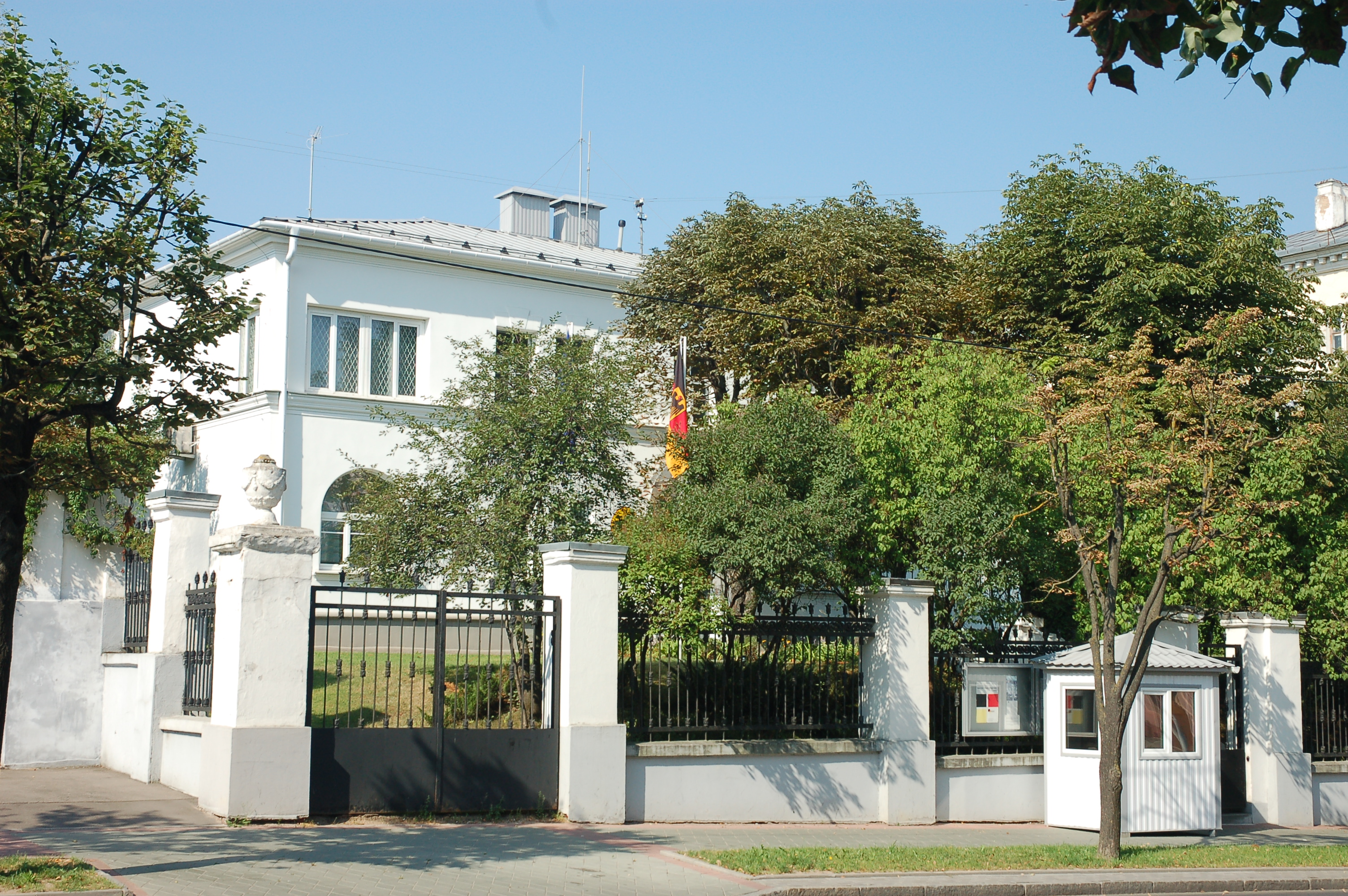
Deutsche Botschaft in Minsk (2012)

Die Liste der deutschen Botschafter in Belarus enthält die Botschafter der Bundesrepublik Deutschland in Belarus. Die Aufnahme diplomatischer Beziehungen der wurden am 13. März 1992 aufgenommen.
Sitz der Botschaft ist in Minsk und befindet sich in bevorzugter Lage im Nordwesten der der Hauptstadt der Republik Belarus (Belarus). 1994 wurde die ehemalige Villa eines Generals an die Bundesrepublik Deutschland vermietet. Zunächst war hier die Visastelle angesiedelt; die Nutzung musste 1998 aufgrund des schlechten Bauzustandes eingestellt werden. 2001 erfolgte die Sanierung und Erweiterung zum Sitz der Botschaft. Zwischen 2010 und 2013 wurde eine Generalsanierung und Umbau zur Botschaftsresidenz durchgeführt.

## Botschafter
| Name               | Amtszeit  | Bemerkung               |
| ------------------ | --------- | ----------------------- |
| Reinhart Kraus     | 1992      |                         |
| Gottfried Albrecht | 1992–1997 |                         |
| Horst Winkelmann   | 1998–2001 |                         |
| Martin Hecker      | 2004–2007 |                         |
| Gebhardt Weiss     | 2007–2010 |                         |
| Christof Weil      | 2010–2012 |                         |
| Wolfram Maas       | 2012–2015 |                         |
| Peter Dettmar      | 2015–2019 |                         |
| Manfred Huterer    | 2019–2023 |                         |
| Michael Nowak      | 2023–2024 | Geschäftsträger a. i.   |
| Andrea Wiktorin    | seit 2024 | Geschäftsträgerin a. i. |